# Sami Wolking
Sami Wolking (Helsinki, 15. kolovoza 1973.) je finski basist i jedan od prvih od članova finskog hard rock banda Lordi. 
Pod umjetničkim imenom Magnum, Wolking je bio član benda Lordi od 1999. do 2002. Magnuma možemo vidjeti na spotu pjesme "Would you love a monsterman". Također je svirao bas-gitaru na prvom albumu grupe Lordi, Get Heavy,koji je baš i posvećen njemu. Sudjelovao je i u stvaranju nikada objavljenog albuma Over And Pray The Lord, ali na tome albumu nije svirao bass gitaru.